# Protomoteca

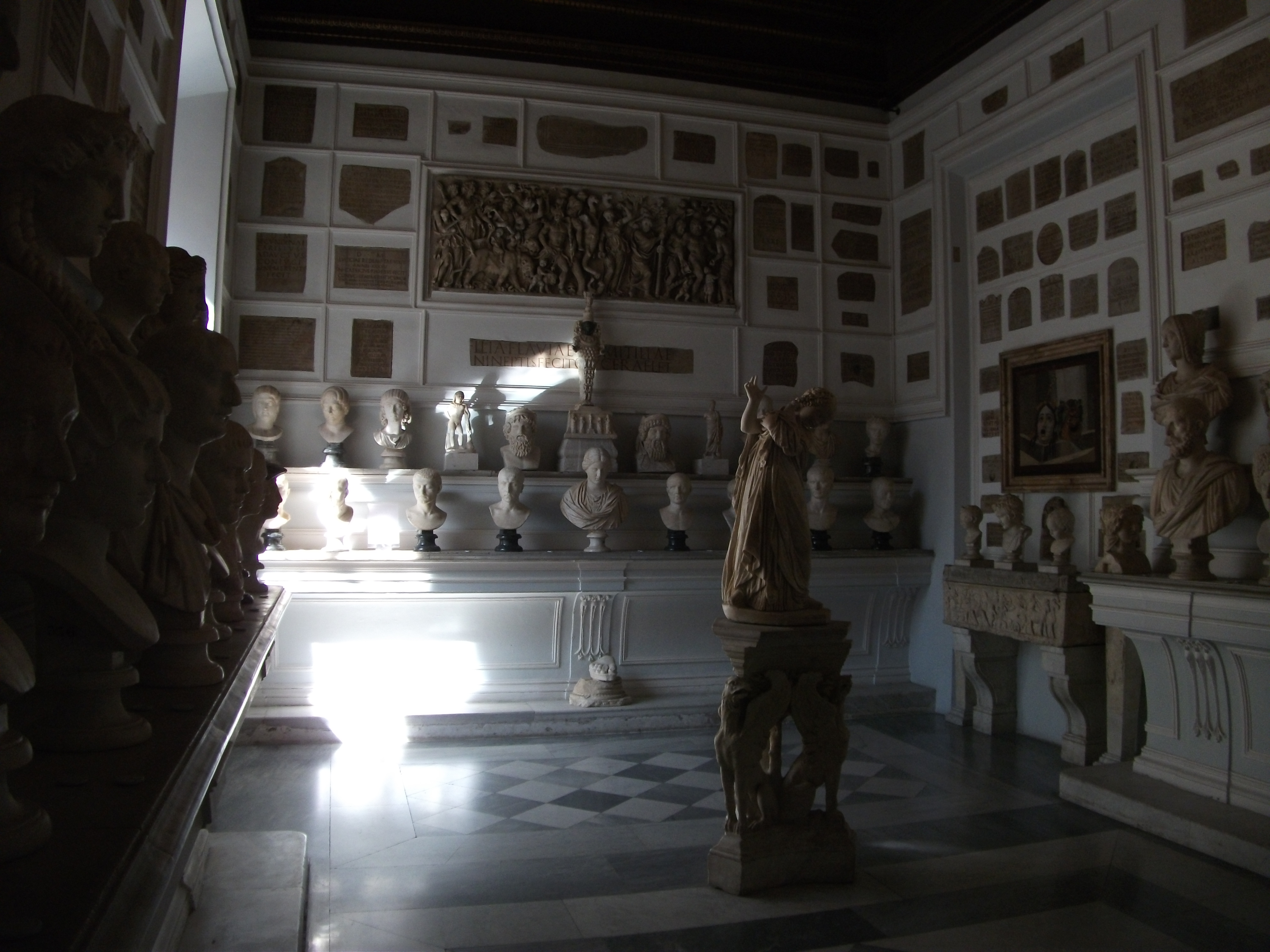
Protomoteca de los Museos Capitolinos, Roma

Se denomina protomoteca a un museo o sala de un museo especializado en bustos, efigies o cabezas decorativas, generalmente escultóricas, aunque el término también engloba las producciones taxidermistas. La mayoría de colecciones de bustos son de arte clásico, especialmente romano, ya que en este período hubo una gran producción de retratos. Algunas de las más famosas son las protomotecas de los Museos Capitolinos de Roma, de los Museos Vaticanos y de la Residencia de Múnich.